# Tintagel (Bax)

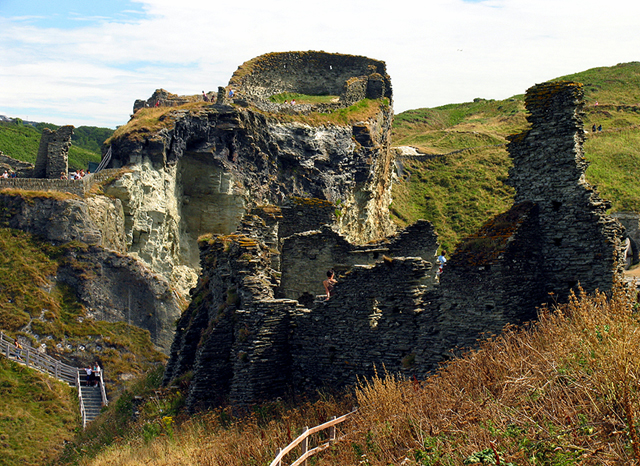
Ruïnes van Tintagel Castle

Tintagel is een compositie van Arnold Bax.
Bax schreef het werk waarschijnlijk nog zonder titel in zijn hoofd. Hij was net terug van een verblijf in Cornisch Tintagel met zijn minnares/nieuwe geliefde Harriet Cohen, nadat hij van vrouw en kinderen gescheiden was. Hij liet zich inspireren door de ruïnes aldaar en het uitzicht op de Atlantische Oceaan. Hij begon er echter pas mee toen hij al weer thuis zat in Londen. Hij rondde in oktober 1917 de schetsen af, maar de orkestratie moest wachten tot 1919. Voor de première en de bladmuziek schreef Bax zelf een introductie, waarbij hij de nadruk legt op de weidse blikken op de oceaan vanaf de rotsen. Tevens haalt hij daarin aan Tristam en Iseult, hetgeen verwijst naar zijn citaat van de chromatische toonladder uit Richard Wagners Tristan und Isolde. De beide figuren worden weergegeven door hobo en viool en het citaat is diverse keren te horen. Bax droeg het werk op "Darling Tania with love from Arnold" (Cohen was binnen haar vriendenkring bekend als Tania. De première was op 20 oktober 1921 weggelegd voor Dan Godfrey met het Bournemouth Municipal Orchestra; het werk werd goed ontvangen door The Musical Times.
Tintagel werd het meest geliefde werk van Bax. Dat is terug te vinden in:
- in vergelijking tot ander werk van de Brit zijn er relatief veel opnamen van dit werk; bovendien zijn die opnamen niet altijd gecentreerd in Engeland; zelfs de Finse dirigent Osmo Vänskä waagde zich aan dit werk (wel weer met het Londen Symphony Orchestra)
- Tintagel werd tot en met 2017 dertien keer uitgevoerd tijdens de Promsconcerten, het meest uitgevoerde werk aldaar van Bax; alleen zijn Symfonie nr. 3 nadert met negen uitvoeringen Tintagel
- Tintagel is het enige werk van Bax, dat ooit door het Koninklijk Concertgebouworkest is uitgevoerd; Eduard van Beinum leidde het orkest in twee uitvoeringen in het Concertgebouw, een in Newcastle upon Tyne, twee in Londen en een in het Kurhaus in Scheveningen (van vijf tot 28 mei 1947); het is ook het enige werk dat het Residentieorkest van Bax heeft uitgevoerd; Hans Vonk leidde in Muziekcentrum Vredenburg te Utrecht en de Nieuwe Kerk in Den Haag ( respectievelijk 26 en 27 maart 1987).

Orkestratie:
- 3 dwarsfluiten (III ook piccolo), 2 hobo’s, 1 althobo, 2 klarinetten, 1 basklarinet, 2 fagotten, 1 contrafagot
- 4 hoorns, 3 trompetten, 3 trombones, 1 tuba
- pauken, 3 man/vrouw percussie, harp
- violen, altviolen, celli, contrabassen